# Pukebergs BK
Pukebergs Bollklubb, är en svensk fotbollsklubb, bildad 1930 på initiativ av anställda på Pukeberg glasbruk. Glasbruket lät klubben använda för att göra den första fotbollsplanen. Detta på samma plats som den nuvarande idrottsplatsen ligger. Laget spelade sin första match hösten efter bildandet och mötte då Nybro IK. Efterhand kom klubben att starta verksamhet för friidrott, boxning, gymnastik, bandy, skidor och handboll. Idag är klubben tillbaka med enbart fotboll.
Större delen av 1980- och 1990-talen spelade Pukebergs BK fotboll i division 5, men år 2000 åkte man ner i division 6 för att sedan återhämta sig med serieseger två år i rad. År 2002 placerade man sig på en andraplats i division 4 Sydöstra. Spelet i division 4 varade till 2012 då man flyttades ner igen. Med tre seriesegrar på fyra år samt en serieomläggning så var man 2019 klar för spel i division 3 där man placerade sig tvåa och fick kvala uppåt. Kvalificeringen för en högre division misslyckades, men man fick ett nytt publikrekord samt även nöjet att besegra lokalkonkurrenten Nybro IF.
Föreningen har förutom seniorlaget flera pojklag för olika åldrar. Hemmaplanen är Pukevallen som består av två 11-mannaplaner men som kan halveras till 7-manna. 